# Porte d'Enfer (Guadeloupe)
Pour les articles homonymes, voir La Porte de l'enfer (homonymie).
Porte d'Enfer est une baie de Guadeloupe située entre la pointe du Lagon à l'est et la pointe du Piton à l'ouest. 

## Description
Important lieu touristique de la Guadeloupe, le site appartient à Anse-Bertrand. Envahi par les sargasses et dévasté par l'ouragan Fiona en 2022, il est actuellement (2022) en réhabilitation. La plage de la baie est ainsi impraticable. 
Porte d'Enfer est le point de départ d'une randonnée pédestre de 11 km le long des falaises qui passe, entre autres, par le trou Man'Coco, la pointe percée, la pointe du Souffleur et se termine à l'Anse de la Barque. 

## Galerie

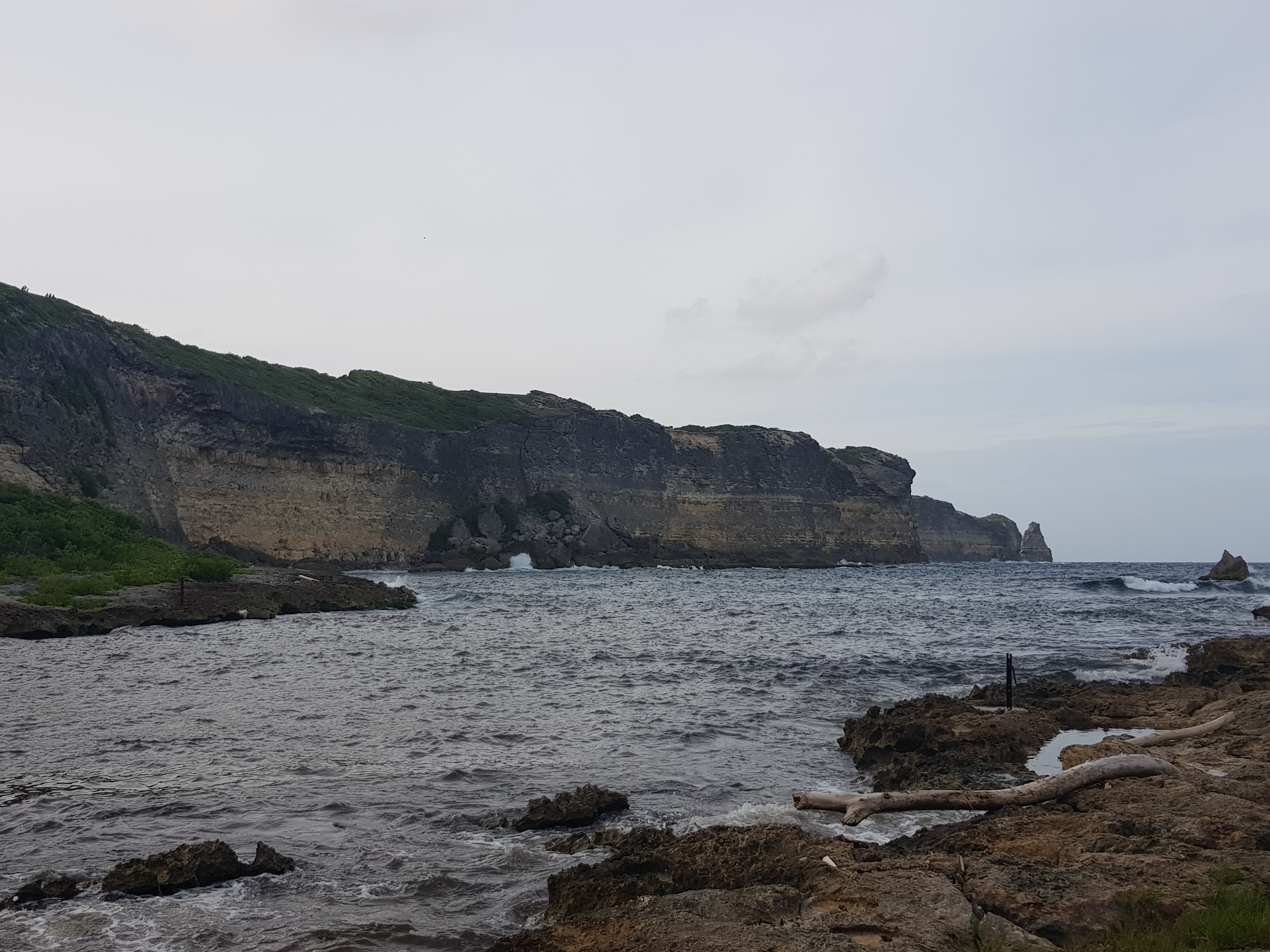
Porte d'Enfer et vue sur la pointe du Piton.
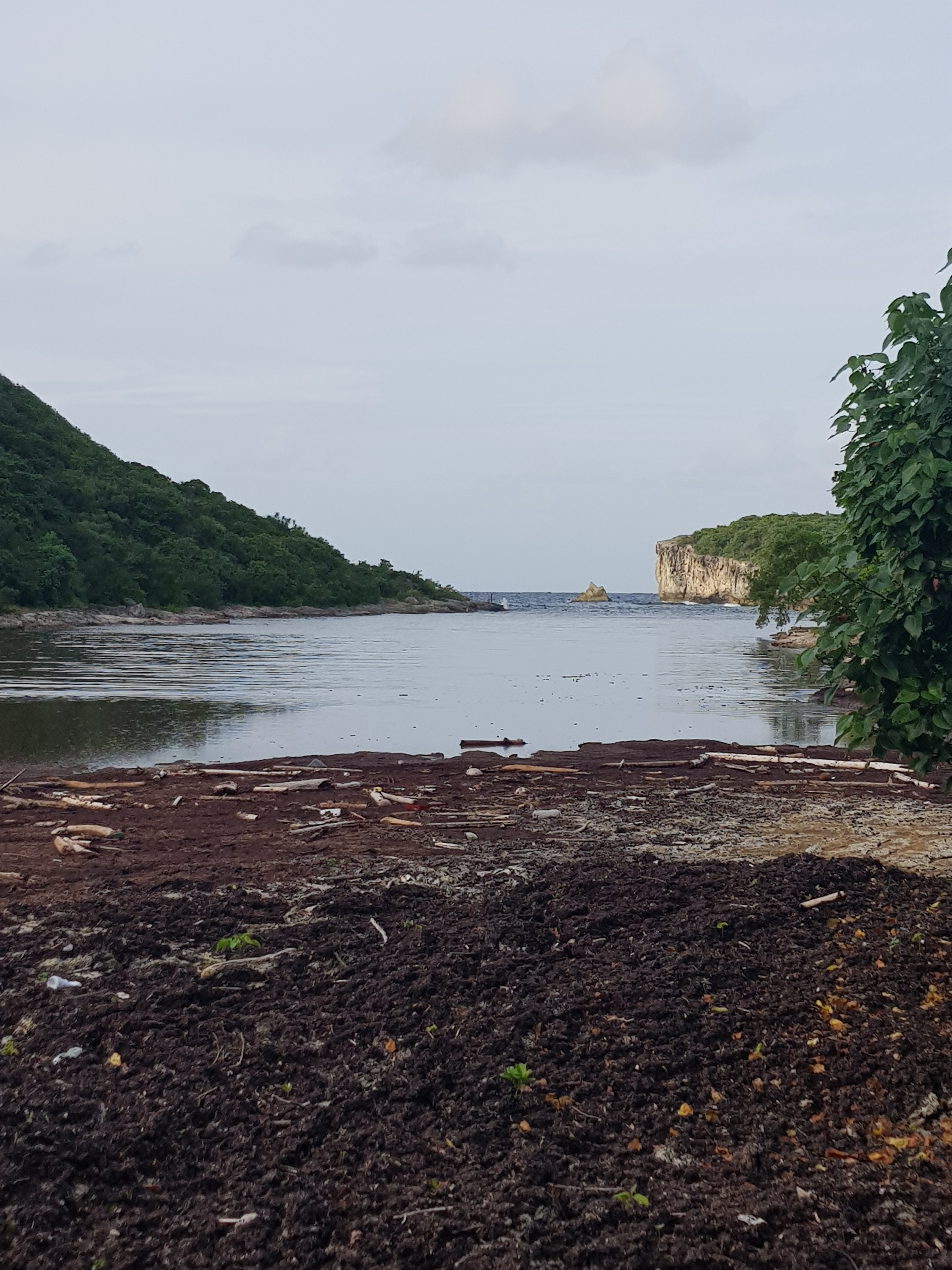
Porte d'Enfer, vue de la baie à partir de la plage saccagée par les sargasses (2022).
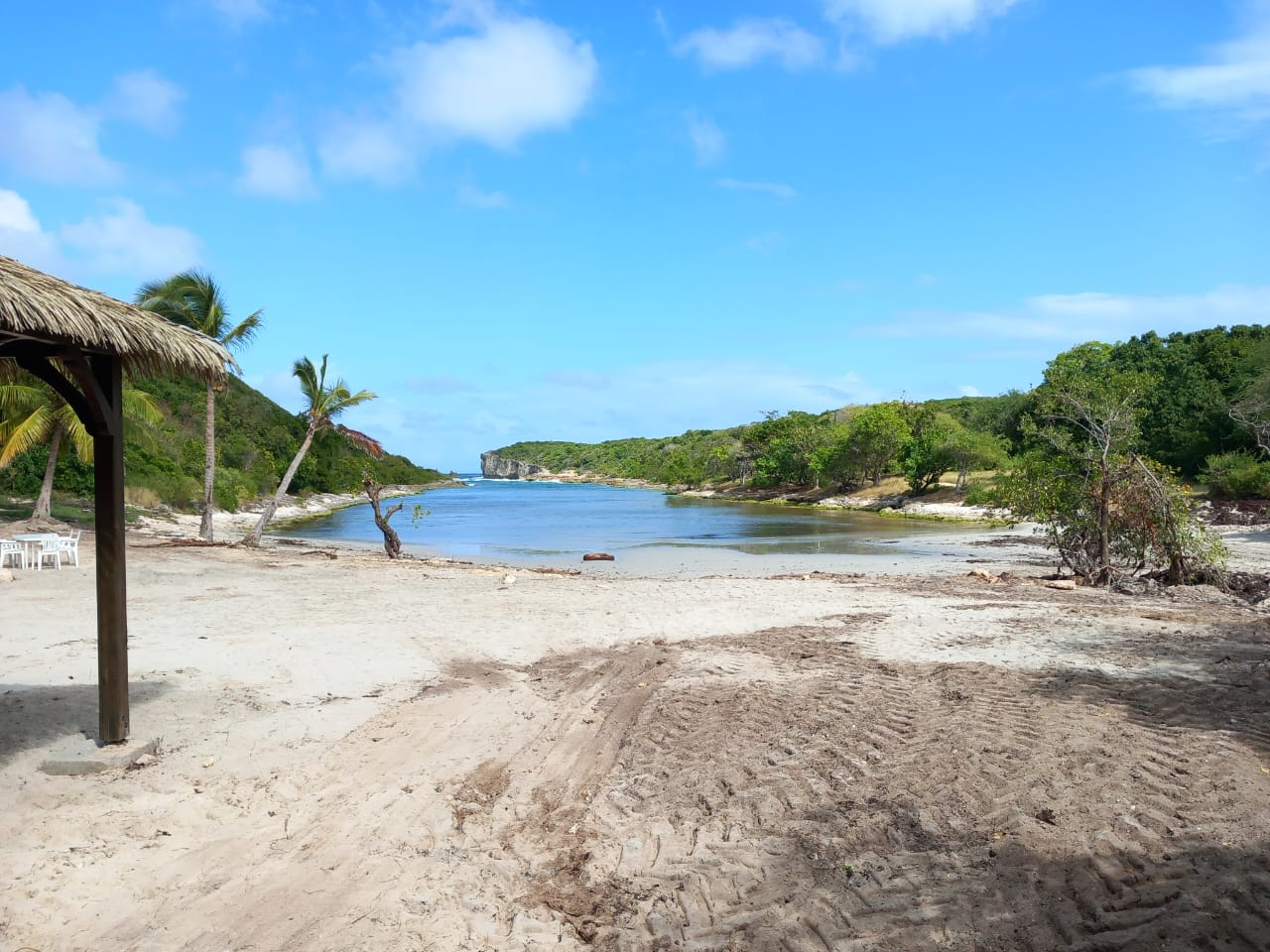
La Porte d'Enfer après le nettoyage des sargasses en janvier 2023.
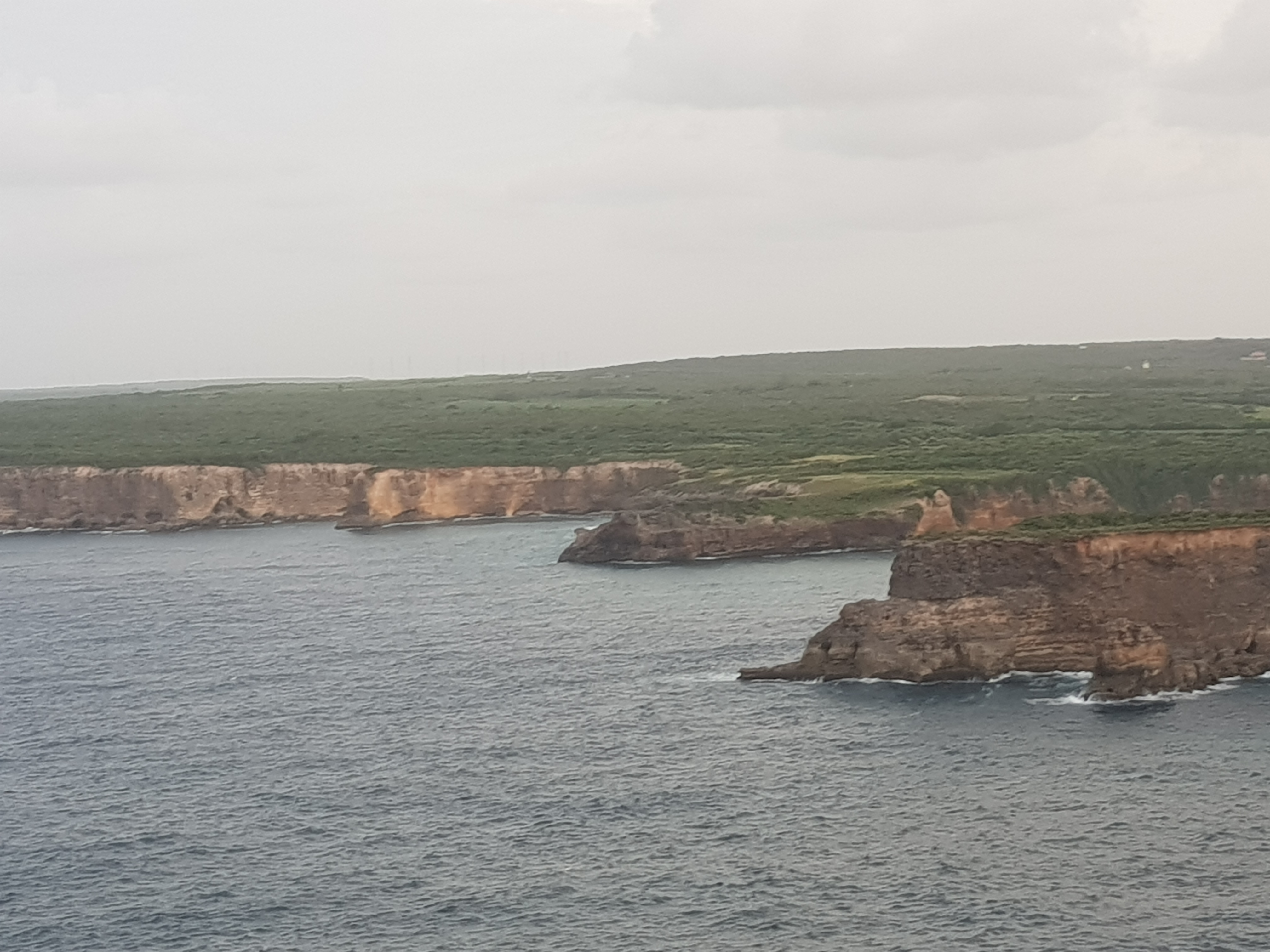
Côte de la porte d'Enfer à l'Anse de la Barque.
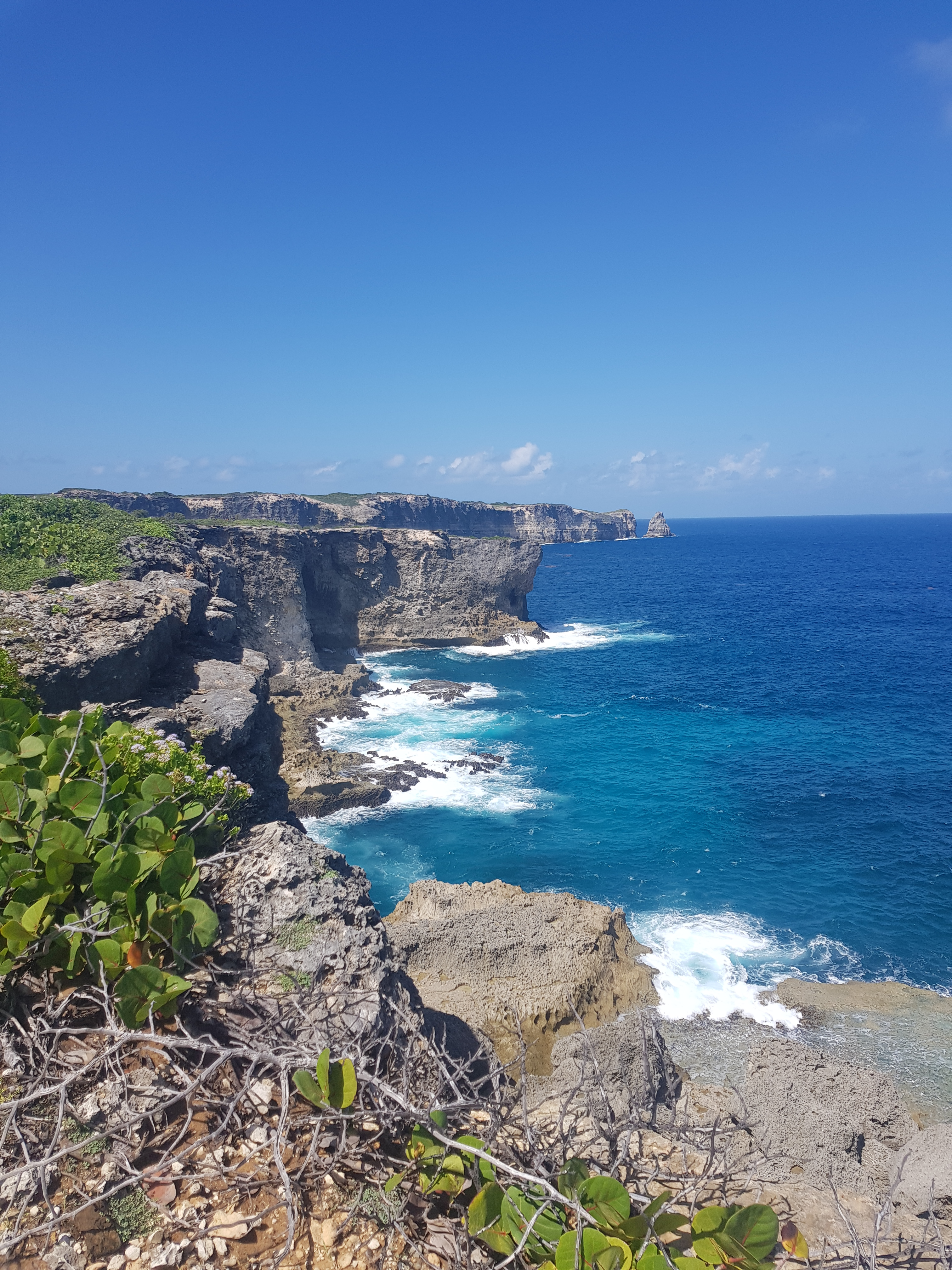
Littoral de la porte d'Enfer.